# Leptosiphon pachyphyllus
Leptosiphon pachyphyllus är en blågullsväxtart som först beskrevs av R. Patt., och fick sitt nu gällande namn av M. Porter och L.A. Johnson. Leptosiphon pachyphyllus ingår i släktet Leptosiphon och familjen blågullsväxter. Inga underarter finns listade i Catalogue of Life.

## Bildgalleri

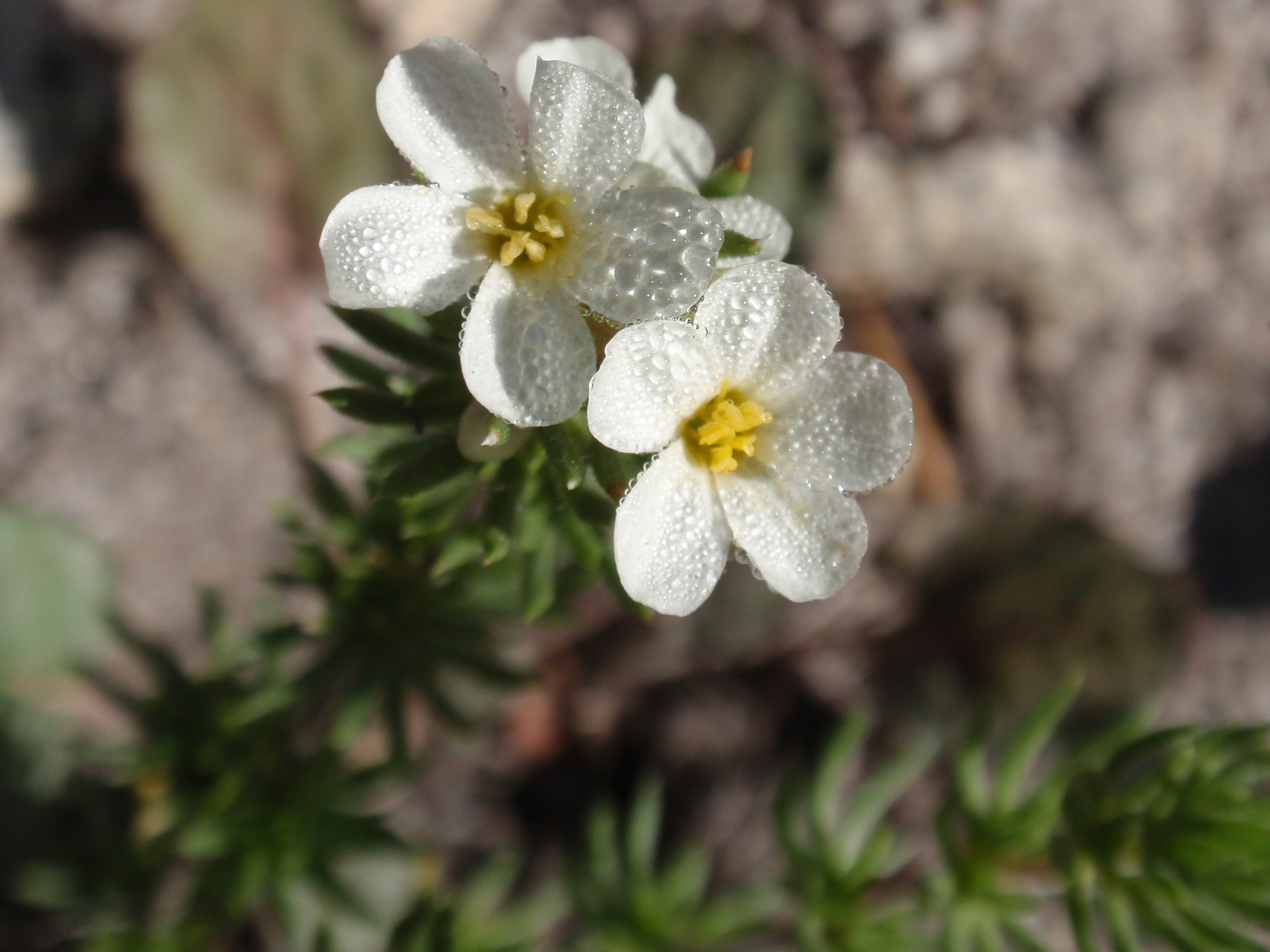